# Gunnar Odin
Gunnar Egon Odin, född 5 augusti 1926 i Malmö, död 8 september 1972 i Bunkeflo församling, var en svensk målare och grafiker.
Han var son till chauffören Ture Odin och Anna Maria Olsson och gift med Ellen Lynglund. Odin studerade vid Tekniska skolan i Malmö och konst vid Essem-skolan i Malmö samt under studieresor till Frankrike och Danmark. Tillsammans med Knut Grane ställde han ut på Krognoshuset i Lund 1953 och han medverkade i samlingsutställningar med Skånes konstförening sedan 1952 och med Septembergruppen på olika platser i landet samt utställningar arrangerade av Sveriges allmänna konstförening och Riksförbundet för bildande konst. Han tilldelades ett stipendium från Skånes konstförening 1957. Hans konst består av stilleben, stadsbilder och landskap utförda i olja, akvarell eller torrnålsgravyrer. Odin är gravsatt i minneslunden på Limhamns kyrkogård.   